# Duelyst
Duelyst — free-to-play коллекционная карточная игра и пошаговая стратегия. Релиз игры состоялся 27 апреля 2016 года на платформах Microsoft Windows и OS X.

## Геймплей
В Duelyst два игрока сражаются на тактическом поле, ход за ходом используя заклинания, выставляя и перемещая существ. Каждая карта стоит определённое количество маны — от 0 до 9. Первый игрок начинает с 2 кристаллами маны, второй — с 3; в начале каждого хода игрокам прибавляется один дополнительный кристалл вплоть до 9. На карте расположено 3 дополнительных временных кристалла. Матч длится до смерти вражеского генерала, изначально расположенного на поле и имеющего 25 единиц здоровья и 2 единицы атаки. Всего в игре насчитывается шесть фракций: Lyonar, Songhai, Vetruvian, Abyssian, Magmar и Vanar; каждая раса обладает тремя генералами с уникальными особенностями.

## Разработка
Разработкой Duelyst руководил Кит Ли, бывший главный продюсер Blizzard Entertainment, который стал сооснователем Counterplay Games. Во время разработки игры Ли вдохновлялся играми Fire Emblem и Front Mission. Игровой сеанс в Duelyst, по задумке авторов, не должен быть слишком длинным: одна игровая сессия в среднем длится 10 минут.
Часть денег, необходимых для разработки игры, была собрана на Kickstarter, где состоялась краудфандинговая кампания. Игра собрала 137 707 долларов (данные на апрель 2014). Изначально задумывалось, что доступ к игре будет предоставляться только за плату, однако к 2015 году было принято решение сделать Duelyst free-to-play-игрой. Разработчики сочли, что free-to-play позволит им выпускать обновления к игре, а не надеяться на дополнения, которые выходят менее регулярно. Открытое бета-тестирование игры началось в октябре 2015 года, а в апреле 2016 года игра была выпущена как на Microsoft Windows, так и на OS X. Первое крупное дополнение, названное Denizens of Shim’zar, было выпущено в августе 2016 года. Далее последовал релиз Rise of the Bloodborn, он состоялся в декабре 2016 года. Третье дополнение — это дополнение Ancient Bonds, его релиз состоялся в марте 2017 года. Четвёртое дополнение — Unearthed Prophecy — выпустили в июле 2017 года.
Первоначально игра издавалась самостоятельно, но в июле 2017 было объявлено, что игру с этого момента будет выпускать компания Bandai Namco Entertainment, которая также взяла на себя ответственность за маркетинг и за службу поддержки игры.
Исходники игры были открыты компанией Counterplay Games в январе 2023 года.

## Отзывы и продажи
| Сводный рейтинг | Сводный рейтинг |
| Агрегатор       | Оценка          |
| --------------- | --------------- |
| GameRankings    | 81,36 %         |

Летом 2018 года, благодаря уязвимости в защите Steam Web API, стало известно, что точное количество пользователей сервиса Steam, которые играли в игру хотя бы один раз, составляет 538 747 человек.